# Il paese delle donne
Il  paese delle donne è una rivista online femminista nata nel 1987 con il nome Il foglio del paese delle donne.

## Storia
L'esperienza inizia con la redazione autogestita di donne nel quotidiano Paese Sera, diretta da Marina Pivetta, che aveva fatto parte anche della prima redazione di Quotidiano donna dal 1978, insieme a  Emanuela Moroli e Chantal Personé. Dopo circa un anno, nel 1987, viene creata l'Associazione per l'informazione Il Paese delle Donne con sede presso la Casa internazionale delle donne di Roma. Le pagine autogestite in Paese Sera diventano Il Foglio del paese delle donne, con lo stesso formato, cartaceo, a cadenza settimanale poi a periodicità variabile e di colore rosa. Il periodico promuove e si rappresenta nelle politiche autonome delle donne, facendo proprie la Piattaforma di Pechino della Conferenza mondiale sulle donne del 1995 e le campagne mondiali per la difesa dei diritti umani e dell’ambiente.
Nel 1995 nasce Paese delle donne-online, tra i primi prodotti telematici d’informazione di donne in Italia. Fino al 2006 rimane anche il Foglio in versione cartacea che non coincide del tutto con la versione on line. Nel 2017 cambia nome in Paesedelledonne-on line-rivista.
L'associazione è tra le socie fondatrici di AFFI, Associazione Federativa Femminista Internazionale , e di Archivia: archivi, biblioteche e centri di documentazione delle donne .

## Attività
Oltre al periodico, l'associazione pubblica prodotti editoriali sia cartacei che digitali, organizza seminari, convegni e mostre. La mostra itinerante 1946: Il voto delle donne è stata organizzata nel 2016 insieme all'Università di Cassino e del Lazio Meridionale e alla Federazione Italiana Laureate e Diplomate Istituti Superiori FILDIS .
Promuove dal 2000 il Premio di scrittura femminile Il Paese delle donne che ha cinque sezioni (saggistica, narrativa, poesia, tesi di laurea, arti visive) .
Attenta a ciò che si muove nel mondo delle politiche autonome delle donne, collabora con testate giornalistiche impegnate sugli stessi temi, con scuole e università.

## Direttrici
- Marina Pivetta, fino al 2020
- Patrizia Melluso, 2020 -[5]